# Omaruru (Wahlkreis)
Omaruru ist ein Wahlkreis in der namibischen Region Erongo. Er umgibt die gleichnamige Stadt Omaruru.
Das Gebiet hat eine Gesamtbevölkerung von 13.300 Einwohnern (Stand 2023) auf einer Fläche von 8432 Quadratkilometer.

## Wahlen
| Wahl | Name                | Partei | Stimmenanteil |
| ---- | ------------------- | ------ | ------------- |
| 1992 | Rudolph Hongoze     | SWAPO  | 46,2 %        |
| 1998 | Kavemunu Veii       | SWAPO  | 39,2 %        |
| 2004 | Stephanus Shangombe | UDF    | 39,3 %        |
| 2010 | Uparura Tjirare     | SWAPO  | 50,1 %        |
| 2015 | Johannes Hamuntenya | SWAPO  | 52,1 %        |
| 2020 | Ernst Wetha         | SWAPO  | 32,0 %        |